# Parthon de Von

Wapen van de familie Parthon de Von

Parthon de Von was een notabele familie van wie twee broers in 1845 in de erfelijke Belgische adel werden opgenomen.

## Édouard-Marie Parthon de Von
Édouard-Marie Parthon de Von (1788-1877) was viceconsul van Frankrijk in Oostende (1815) en Antwerpen (1829). Hij was de auteur van een verzameling van 200 fabels, die hij publiceerde onder de titel Fables par le chevalier Parthon de Von. Het boek werd in 1843 in Brussel uitgegeven door de Librairie polytechnique van Auguste Decq.

## Édouard-Émile Parthon de Von
Édouard (Émile) Parthon de Von (Brussel, 20 juni 1814 - Zinnik, 7 november 1897) was een zoon van Édouard Parthon de Von en Jeanne Vandevelde. Hij trouwde in 1849 in Brussel met Amélie de Coopmans-Yoldi (1828-1890). In 1845 werd hij erkend in de Belgische adel (voor zoveel nodig werd verheffing in die adel voorzien) met de titel ridder, overdraagbaar bij eerstgeboorte. Het echtpaar had zes kinderen.
- Marie Parthon de Von (1850-1884), trouwde in 1871 in Zinnik met jhr. Paul Cogels (1845-1912), geoloog en archeoloog, kleinzoon van jhr. Hendrik Cogels en ridder Constantin van Havre. Ze kregen vier dochters, maar zonder nakomelingen.
- Gabrielle Parthon de Von (1856-1937), trouwde in 1880 in Zinnik met baron Arthur du Bois (1835-1895), burgemeester van Maisières. Het huwelijk bleef kinderloos.
- Alphonse Henri Parthon de Von (1858-1932), burgemeester van Horrues, trouwde in 1880 in Zinnik met Marie Fontaine de Ghélin (1859-1931). Met afstammelingen tot heden.
  - Édouard Parthon de Von (1881-1945), bankdirecteur en viceconsul van Spanje, trouwde in 1905 in Pipaix met Yvonne de Séjournet de Rameignies (1885-1971). Ze kregen een zoon en drie dochters.
    - Berthe Parthon de Von (1906-1929), trouwde in 1928 in Leopoldstad met Walpart de la Kethulle de Ryhove (1904-1981), advocaat, gemeenteraadslid van Leopoldstad, consul van Griekenland en substituut-procureur des Konings in Brussel. Het huwelijk bleef kinderloos. Ze overleed aan boord van de Albertville.
    - Étienne Parthon de Von (1916-1989), landbouwingenieur en verzekeraar, trouwde in 1962 in Hyencourt-le-Grand met Françoise de Bonnières (1925-2000). Ze kregen twee zoons en een dochter, met afstammelingen tot heden.

## Édouard-Henri Parthon de Von
Édouard-Henri Parthon de Von (Brussel, 1 maart 1819 - Sint-Gillis, 17 januari 1892), broer van de voorgaande, werd in 1845 erkend in de erfelijke adel en in 1871 voorzien van de riddertitel, overdraagbaar op al zijn mannelijke afstammelingen. Hij bleef echter vrijgezel.